# Eyes Open
Eyes Open – czwarty album szkockiego zespołu Snow Patrol. Płyta została wydana 1 maja 2006 roku w Wielkiej Brytanii, natomiast w Stanach Zjednoczonych ukazał się 9 maja 2006 r. Pierwszym europejskim singlem był utwór "You're All I Have", który został wydany 24 kwietnia 2006 r. Pierwszym singlem, który trafił do USA było "Hands Open", natomiast w Australii jako pierwszy ukazał się utwór "Chasing Cars". Specjalna edycja płyty DVD posiada również teledysk do "You're All I Have", wideo przedstawiające etapy kręcenia utworu, oraz film.

## Tytuł albumu
Nazwa album nawiązuje do łączących całą płytę słów, które pojawiają się w tekstach kilku piosenek tj. "Hands Open", "Chasing Cars", "Shut Your Eyes", czy "Open Your Eyes".

## Komercyjny sukces
Utwór "Chasing Cars" został wykorzystany w kończącym serię drugą odcinku (15 maja 2006 na ABC) serialu amerykańskiego "Chirurdzy". Przyczyniło się to do lawinowego wykupywania kopii tego utworu na internetowym sklepie – iTunes Store. Sukces pierwszej ścieżki dźwiękowej zadecydował o wykorzystaniu 7. utworu ("Make This Go On Forever") z płyty w kolejnej serii serialu, w odcinku zatytułowanym "Walk on Water". Całkowita sprzedaż płyty w Stanach Zjednoczonych przekroczyła w lutym 2007 r. milion egzemplarzy.

## Lista utworów
1. "You're All I Have" – 4:33
2. "Hands Open" – 3:17
3. "Chasing Cars" – 4:27
4. "Shut Your Eyes" – 3:17
5. "It's Beginning to Get to Me" – 4:35
6. "You Could Be Happy" – 3:02
7. "Make This Go on Forever" – 5:47
8. "Set the Fire to the Third Bar" (feat. Martha Wainwright) – 3:23
9. "Headlights on Dark Roads" – 3:30
10. "Open Your Eyes" – 5:41
11. "The Finish Line" – 3:28
12. "-" (brytyjski i japoński bonusowy utwór) – 3:55
13. "In My Arms" (brytyjski i japoński bonusowy utwór) – 4:36
14. "Warmer Climate" (brytyjski i japoński bonusowy utwór) – 4:08
15. "Spitting Games (na żywo)" (japoński bonusowy utwór)
16. "Hands Open (na żywo)" (japoński bonusowy utwór)
17. "You're All I Have (na żywo)" (japoński bonusowy utwór)

## Zagraniczne listy przebojów
| Lista przebojów                     | Pozycja | Sprzedaż  | Certyfikat  |
| ----------------------------------- | ------- | --------- | ----------- |
| Australian Albums Chart             | 1       | 280 000   | 4 × platyna |
| Austria Albums Chart                | 3       | 15 000    | złoto       |
| Belgium Albums Chart                | 9       |           |             |
| Canada Albums Chart                 | ?       | 100 000   | platyna     |
| Dutch Albums Chart                  | 6       |           |             |
| Europe                              | 2       | 2 000 000 | 2 × platyna |
| France Albums Chart                 | 67      |           |             |
| Germany Albums Chart                | 1       | 100 000   | złoto       |
| Ireland Albums Chart                | 1       | 105 000   | 7 × platyna |
| New Zealand Albums Chart            | 1       | 45 000    | 3 × platyna |
| Spanish Albums Chart                | 27      |           |             |
| Swedish Albums Chart                | 16      |           |             |
| Swiss Albums Chart                  | 15      | 15 000    | złoto       |
| UK Albums Chart                     | 1       | 2 051 000 | 6 × platyna |
| U.S. Billboard 200                  | 27      | 1 027 000 | platyna     |
| U.S. Billboard Comprehensive Albums | 27      | 1 027 000 | platyna     |
| United World Chart                  | 6       | 4 047 000 | 2 × platyna |
| United World Chart                  | 6       | 4 750 000 | 2 × platyna |